# Ptychochromis inornatus
Espèce
Statut de conservation UICN

 EN B1ab(i,iii,v)+2ab(i,iii,v) : En danger
Ptychochromis inornatus est un poisson de la famille des Cichlidés endémique de Madagascar.